# Gladys Knight/Diskografie
Diese Diskografie ist eine Übersicht über die musikalischen Werke der US-amerikanischen Soulsängerin Gladys Knight. Den Schallplattenauszeichnungen zufolge hat sie bisher mehr als 1,5 Millionen Tonträger verkauft. Ihre erfolgreichste Veröffentlichung ist die Single That’s What Friends Are For mit über einer Million verkauften Einheiten.

## Alben

### Studioalben
| Jahr | Titel                   | Höchstplatzierung, Gesamtwochen, AuszeichnungChartplatzierungen (Jahr, Titel, Platzierungen, Wochen, Auszeichnungen, Anmerkungen) | Höchstplatzierung, Gesamtwochen, AuszeichnungChartplatzierungen (Jahr, Titel, Platzierungen, Wochen, Auszeichnungen, Anmerkungen) | Höchstplatzierung, Gesamtwochen, AuszeichnungChartplatzierungen (Jahr, Titel, Platzierungen, Wochen, Auszeichnungen, Anmerkungen) | Anmerkungen |
| Jahr | Titel                   | UK | US | R&B | Anmerkungen |
| ---- | ----------------------- | --- | --- | --- | --- |
| 1978 | Miss Gladys Knight      | — | — | R&B57 (5 Wo.)R&B | Erstveröffentlichung: November 1978 Produzenten: Gary Klein, Tony Macaulay                                                                                                   |
| 1979 | Gladys Knight           | — | — | R&B71 (3 Wo.)R&B | Erstveröffentlichung: März 1979 Produzenten: Gladys Knight, Jack Gold |
| 1991 | Good Woman              | — | US45 (15 Wo.)US | R&B1 (41 Wo.)R&B | Erstveröffentlichung: Juli 1991 Produzenten: Attala Zane Giles, Howie Rice, Michael J. Powell, James „D. C.“ Wilson, III                                                     |
| 1994 | Just for You            | — | US53 Gold · (24 Wo.)US | R&B6 (55 Wo.)R&B | Erstveröffentlichung: September 1994 Produzenten: Jimmy Jam, Terry Lewis, Babyface, BeBe Winans, Rhett Lawrence, Attala Zane Giles, George Duke, Gladys Knight               |
| 2001 | At Last                 | — | US98 (5 Wo.)US | R&B30 (13 Wo.)R&B | Erstveröffentlichung: 21. November 2000 Produzenten: Gladys Knight, Gary Brown, Randall Darnell Jackson, Bradley Spalter, Jon-John, Anthony Crawford, Keith Thomas, Tom Dowd |
| 2005 | One Voice               | — | — | R&B95 (1 Wo.)R&B | Erstveröffentlichung: 4. Januar 2005 mit The Saints Unified Voices Produzenten: Gladys Knight, Kenny Jackson                                                                 |
| 2006 | Before Me               | — | US93 (5 Wo.)US | R&B18 (11 Wo.)R&B | Erstveröffentlichung: 10. Oktober 2006 Produzenten: Phil Ramone, Tommy LiPuma                                                                                                |
| 2006 | A Christmas Celebration | — | US155 (4 Wo.)US | R&B59 (6 Wo.)R&B | Erstveröffentlichung: 3. Oktober 2006 mit The Saints Unified Voices Produzent: Gladys Knight                                                                                 |
| 2014 | Where My Heart Belongs  | — | — | R&B34 (2 Wo.)R&B | Erstveröffentlichung: 29. Juli 2014 Produzent: Gladys Knight |

Weitere Alben
- 1979: First Shot
- 1998: Many Different Roads

### Kompilationen
| Jahr | Titel                         | Höchstplatzierung, Gesamtwochen, AuszeichnungChartplatzierungen (Jahr, Titel, Platzierungen, Wochen, Auszeichnungen, Anmerkungen) | Höchstplatzierung, Gesamtwochen, AuszeichnungChartplatzierungen (Jahr, Titel, Platzierungen, Wochen, Auszeichnungen, Anmerkungen) | Höchstplatzierung, Gesamtwochen, AuszeichnungChartplatzierungen (Jahr, Titel, Platzierungen, Wochen, Auszeichnungen, Anmerkungen) | Anmerkungen                                                                              |
| Jahr | Titel                         | UK | US | R&B | Anmerkungen                                                                              |
| ---- | ----------------------------- | --- | --- | --- | ---------------------------------------------------------------------------------------- |
| 1986 | Their Very Best: Back to Back | UK21 (10 Wo.)UK | — | — | Erstveröffentlichung: 3. November 1986 mit Diana Ross, Michael Jackson und Stevie Wonder |
| 2011 | S. O. U. L.: Gladys Knight    | — | — | R&B66 (2 Wo.)R&B | Erstveröffentlichung: 22. Februar 2011                                                   |

Weitere Kompilationen
| - 1979: The Night Was Made for Love (mit Melba Moore und Paul Anka) - 1979: A Nightful - 1980: Funky - 1984: 17 Greatest Hits - 1989: Soul Sisters - 1990: Greatest Hits - 1992: Heart & Soul of Gladys Knight - 1993: Gladys Knight - 1995: Room in Your Heart - 1996: Blue Lights in the Basement | - 1998: The Greatest Hits (UK: Silber) - 1998: Workin’ Overtime - 1998: One More Lonely Night (Going for a Song) - 2003: Every Beat of My Heart - 2004: Beats of My Heart - 2006: Beautiful Ballads - 2008: Letter Full of Tears - 2010: Icon - 2013: Another Journey - 2013: That Special Time of Year |

## Singles
| Jahr | Titel Album                                             | Höchstplatzierung, Gesamtwochen, AuszeichnungChartplatzierungen (Jahr, Titel, Album, Platzierungen, Wochen, Auszeichnungen, Anmerkungen) | Höchstplatzierung, Gesamtwochen, AuszeichnungChartplatzierungen (Jahr, Titel, Album, Platzierungen, Wochen, Auszeichnungen, Anmerkungen) | Höchstplatzierung, Gesamtwochen, AuszeichnungChartplatzierungen (Jahr, Titel, Album, Platzierungen, Wochen, Auszeichnungen, Anmerkungen) | Höchstplatzierung, Gesamtwochen, AuszeichnungChartplatzierungen (Jahr, Titel, Album, Platzierungen, Wochen, Auszeichnungen, Anmerkungen) | Höchstplatzierung, Gesamtwochen, AuszeichnungChartplatzierungen (Jahr, Titel, Album, Platzierungen, Wochen, Auszeichnungen, Anmerkungen) | Höchstplatzierung, Gesamtwochen, AuszeichnungChartplatzierungen (Jahr, Titel, Album, Platzierungen, Wochen, Auszeichnungen, Anmerkungen) | Anmerkungen |
| Jahr | Titel Album                                             | DE | CH | UK | US | R&B | Dance | Anmerkungen |
| ---- | ------------------------------------------------------- | --- | --- | --- | --- | --- | --- | --- |
| 1978 | It’s a Better Than Good Time (Disco) –                  | — | — | — | — | R&B16 (13 Wo.)R&B | — | Erstveröffentlichung: Juli 1978 Autor: Tony Macaulay |
| 1978 | I’m Coming Home Again –                                 | — | — | — | — | R&B54 (9 Wo.)R&B | — | Erstveröffentlichung: November 1978 Autoren: Bruce Roberts, Carole Bayer Sager Original: Carole Bayer Sager, 1978 |
| 1979 | Am I Too Late Gladys Knight                             | — | — | — | — | R&B45 (9 Wo.)R&B | — | Erstveröffentlichung: März 1979 Autoren: Jim Hurt, Larry Keith Original: Kenny Rogers, 1977 |
| 1981 | When a Child Is Born Celebration: The Anniversary Album | — | — | UK74 (2 Wo.)UK | — | R&B45 (9 Wo.)R&B | — | Erstveröffentlichung: Dezember 1981 mit Johnny Mathis Autor: Zacar alias Ciro Dammicco Original: Daniel Sentacruz Ensemble – Soleado (instr.), 1974                                                                          |
| 1985 | That’s What Friends Are For –                           | DE36 (12 Wo.)DE | CH11 (8 Wo.)CH | UK16 (10 Wo.)UK | US1 Gold · (23 Wo.)US | R&B1 (20 Wo.)R&B | — | Erstveröffentlichung: Oktober 1985 Dionne and Friends mit Dionne Warwick, Elton John und Stevie Wonder Grammy (Song of the Year) / (Pop Vocal Group) Autoren: Burt Bacharach, Carole Bayer Sager Original: Rod Stewart, 1982 |
| 1989 | Licence to Kill Licence to Kill (Soundtrack)            | DE3 (16 Wo.)DE | CH2 (18 Wo.)CH | UK6 (11 Wo.)UK | — | R&B69 (9 Wo.)R&B | — | Erstveröffentlichung: Mai 1989 Titellied des Films James Bond 007 – Lizenz zum Töten Autoren: Jeffrey Cohen, Narada Michael Walden, Walter Afanasieff                                                                        |
| 1991 | Men Good Woman                                          | — | — | — | — | R&B2 (17 Wo.)R&B | — | Erstveröffentlichung: Mai 1991 Autoren: Attala Zane Giles, Cornelius Mims, Gladys Knight |
| 1991 | Superwoman Good Woman                                   | — | — | — | — | R&B19 (5 Wo.)R&B | — | Erstveröffentlichung: September 1991 feat. Dionne Warwick und Patti LaBelle Autoren: Daryl Simmons, Babyface, L.A. Reid Original: Karyn White, 1988                                                                          |
| 1991 | Meet Me in the Middle Good Woman                        | — | — | — | — | R&B78 (8 Wo.)R&B | — | Erstveröffentlichung: November 1991 Autoren: D. C., Gladys Knight |
| 1992 | Where Would I Be Good Woman                             | — | — | — | — | R&B68 (7 Wo.)R&B | — | Erstveröffentlichung: Januar 1992 Autoren: Jud Friedman, Karin Rybar |
| 1994 | I Don’t Want to Know –                                  | — | — | — | — | R&B32 (20 Wo.)R&B | — | Erstveröffentlichung: August 1994 Autor: Babyface |
| 1994 | End of the Road Medley Just for You                     | — | — | — | — | R&B76 (1 Wo.)R&B | — | Erstveröffentlichung: November 1994 inkl. If You Don’t Know Me by Now / Love Don’t Love Nobody / End of the Road |
| 1995 | Next Time Just for You                                  | — | — | — | — | R&B30 (20 Wo.)R&B | Dance6 (13 Wo.)Dance | Erstveröffentlichung: März 1995 Autoren: Gladys Knight, Jimmy Wright, James Harris III, Terry Lewis |
| 1996 | Missing You –                                           | — | — | — | US25 (20 Wo.)US | R&B10 (27 Wo.)R&B | — | Erstveröffentlichung: August 1996 mit Brandy, Tamia und Chaka Khan vom Soundtrack des Films Set It Off |

Weitere Singles
| - 1963: Come See About Me - 1963: Queen of Tears - 1979: We Don’t Make Each Other Laugh Any More - 1979: You Bring Out the Best in Me - 1979: I’ll Take a Melody - 1979: I Just Want to Be with You - 1979: The Best Thing We Can Do Is Say Goodbye - 1979: I’m Still Caught Up in You | - 1981: You’re the Best Thing That Ever Happened to Me - 1986: Loving on Borrowed Time (Love Theme from Cobra) (mit Bill Medley) - 1988: I Wish I’d Never Loved You at All (Ray Charles mit Gladys Knight) - 1990: If I Knew Then What I Know Now (mit Kenny Rogers) - 1993: I Feel a Song in My Heart - 1994: Ain’t Nothing Like the Real Thing (mit Vince Gill) - 2001: If I Were Your Woman II |

## Statistik

### Chartauswertung
|                     | UK    | US    | R&B      |
| ------------------- | ----- | ----- | -------- |
| Nummer-eins-Alben   | UK—UK | US—US | R&B1R&B  |
| Top-10-Alben        | UK—UK | US—US | R&B2R&B  |
| Alben in den Charts | UK1UK | US5US | R&B10R&B |

|                       | DE    | CH    | UK    | US    | R&B      | Dance       |
| --------------------- | ----- | ----- | ----- | ----- | -------- | ----------- |
| Nummer-eins-Singles   | DE—DE | CH—CH | UK—UK | US1US | R&B1R&B  | Dance—Dance |
| Top-10-Singles        | DE1DE | CH1CH | UK1UK | US1US | R&B3R&B  | Dance1Dance |
| Singles in den Charts | DE2DE | CH2CH | UK3UK | US2US | R&B14R&B | Dance1Dance |

### Auszeichnungen für Musikverkäufe
Anmerkung: Auszeichnungen in Ländern aus den Charttabellen bzw. Chartboxen sind in ebendiesen zu finden.
| Land/RegionAuszeichnungen für Musikverkäufe (Land/Region, Auszeichnungen, Verkäufe, Quellen) | Silber  | Gold     | Platin | Verkäufe  | Quellen   |
| -------------------------------------------------------------------------------------------- | ------- | -------- | ------ | --------- | --------- |
| Vereinigte Staaten (RIAA)                                                                    | —       | 2× Gold2 | —      | 1.500.000 | riaa.com  |
| Vereinigtes Königreich (BPI)                                                                 | Silber1 | —        | —      | 60.000    | bpi.co.uk |
| Insgesamt                                                                                    | Silber1 | 2× Gold2 | —      |           |           |